# نبرد هندرسون فیلد
نبرد هندرسون فیلد (انگلیسی: Battle for Henderson Field) از ۲۳ تا ۲۶ اکتبر ۱۹۴۲ در اطراف گوادال‌کانال در جزایر سلیمان رخ داد. این نبرد یک جنگ زمینی، دریایی و هوایی جنگ اقیانوس آرام جنگ جهانی دوم بود و بین ارتش امپراتوری ژاپن و نیروی دریایی و متفقین، عمدتاً تفنگداران دریایی و ارتش ایالات متحده انجام شد. این نبرد آخرین حمله از سه حمله اصلی زمینی بود که ژاپنی‌ها در جریان لشکرکشی گوادال‌کانال انجام دادند.
نیروهای آمریکایی از محیط «لونگا» محافظت می‌کردند که در اطراف هندرسون فیلد (فرودگاه بین‌المللی هونیارا) در گوادالکانال بود.